# 富氏擬隆頭魚
富氏擬隆頭魚為輻鰭魚綱鱸形目隆頭魚亞目隆頭魚科的其中一種，分布於中太平洋東部的復活節島、皮特凱恩群島、拉帕島等海域，棲息深度可達15公尺，體長可達16.5公分，棲息在礁石區海域，生活習性不明。

## 擴展閱讀
維基物種上的相關：富氏擬隆頭魚